# محوطه کاسه کران ۱۰
محوطه کاسه کران ۱۰ مربوط به هزاره دوم پیش از میلاد - دوره اشکانیان - دوره ساسانیان است و در شهرستان گیلانغرب، بخش مرکزی، دهستان چله، ۳۵۰ متری غرب روستای کاسه کران واقع شده و این اثر در تاریخ ۲۶ اسفند ۱۳۸۷ با شمارهٔ ثبت ۲۵۴۶۴ به‌عنوان یکی از آثار ملی ایران به ثبت رسیده است.